# Egon Hostovský
Egon Hostovský (Hronov, 1908. április 23. – Montclair, 1973. május 7.) cseh író, szerkesztő és újságíró.

## Életrajza
Hronovban (Náchodi járás) született zsidó családban. 1927-ben a náchodi gimnáziumban tanult, majd Prágában filozófiát tanult. Rövid ideig, 1929-ben a Bécsi Egyetemre járt, de nem diplomázott. 1930-ban visszatért Prágába, és szerkesztőként dolgozott több kiadóvállalatnál.
1937-ben Hostovský a Külügyminisztériumba került, 1939-ben pedig a Benelux államokba küldték körútra. Ott volt Csehszlovákia német megszállása idején, ezért Párizsban telepedett le. Párizs 1940-es megszállása után Portugáliába menekült, majd 1941-ben az Egyesült Államokba utazott, ahol New Yorkban dolgozott Csehszlovákia emigráns kormányának konzulátusán. Ott tartózkodása alatt zsidó családját a nácik üldözték. Apja, testvérei és családjuk a náci koncentrációs táborokban haltak meg.
A második világháború után, 1946-ban visszatért Csehszlovákiába, és ismét a külügyminisztériumban dolgozott, de 1948-ban, a kommunista államcsíny után megkezdte második száműzetését, először Dániába, majd Norvégiába, végül az Egyesült Államokba, ahol cseh nyelvtanárként, később pedig a Szabad Európa Rádió újságírójaként és szerkesztőjeként dolgozott. Élete hátralévő részében ott maradt, és 1957-ben amerikai állampolgár lett.
Továbbra is csehül írt. Több regényét, köztük The Midnight Patient (Az éjféli beteg) és a Tři noci (Három éjszaka) címűt az 1950-es évek végén és az 1960-as évek elején Philip Hillyer Smith Jr., a nyelvészet és a cseh nyelv kutatója fordította le.
1973-ban a New Jersey állambeli Montclairben bekövetkezett halála után harmadik felesége irodalmi díjat alapított a nevére, az Egon Hostovský-díjat. Fia, Paul költő.
Rokona volt Stefan Zweig osztrák-zsidó írónak, akit „nagyon távoli rokonának” nevezett. Egyes források szerint unokatestvérek.

## Idézet
„Életem során tanúja voltam nagy személyiségek tevékenységének, és nagy történelmi események érintettek meg. Tudok beszélni Joszif Sztálinról és Billy Grahamről; személyesen láttam Nyikita Hruscsovot vállvetve Eisenhower elnökkel, és láttam, sőt hallottam Elvis Presley-t; tudok beszélni az űrhajósokról és a Beatlesről, a dél-ázsiai háborúról és Elizabeth Taylor újraházasodásáról. Mindezektől az élményektől kísérve, pszichiáterektől függetlenül próbáltam megtalálni a kulcsot zavaros korunkhoz, és irodalmamban a lelki biztonságot nyújtó helyet építeni magam és olvasóim számára.”

– Egon Hostovský (https://www.imdb.com/)

## Művei

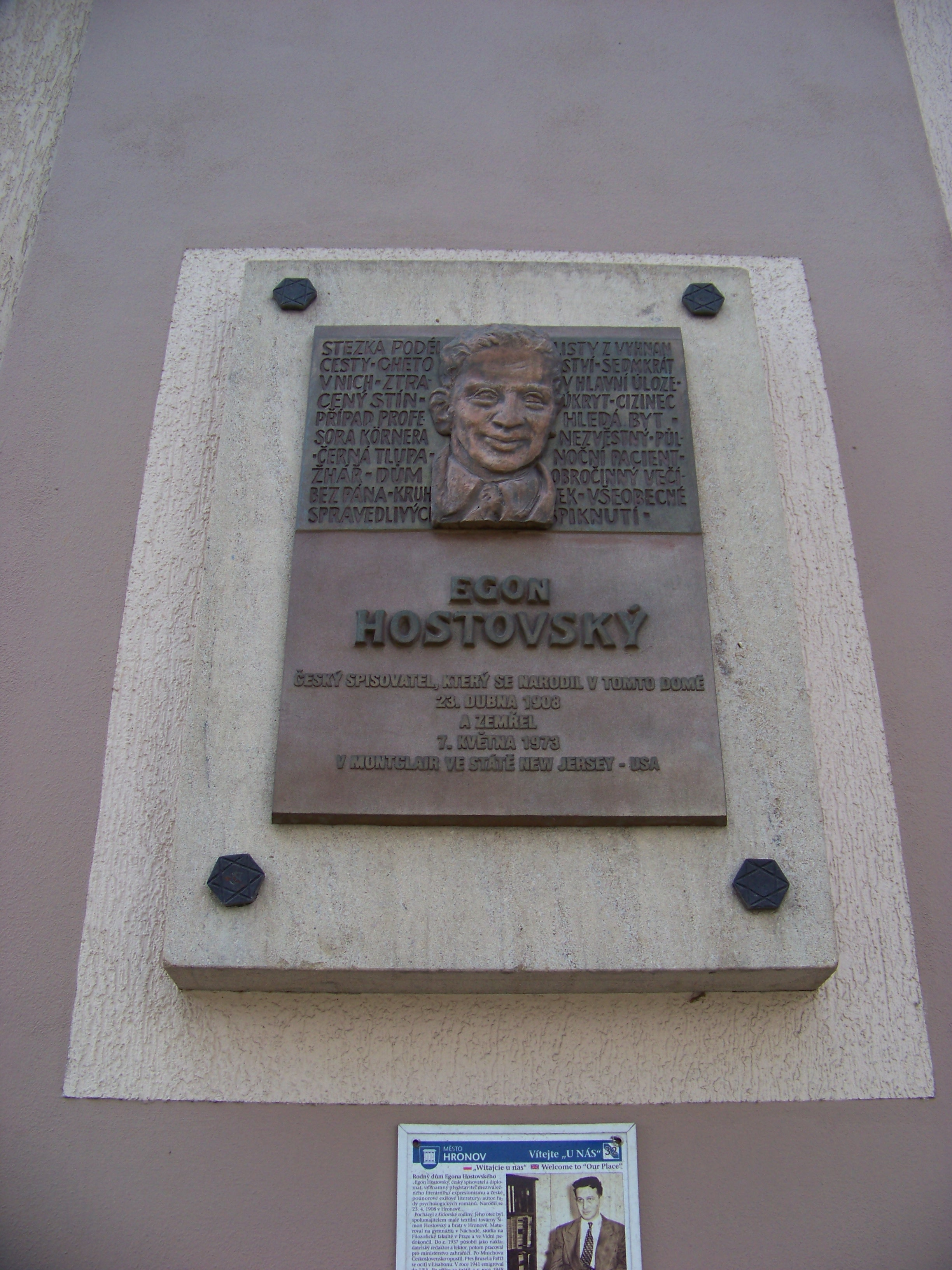
Hostovský emlékműve emléktáblája Hronovban.

Munkásságát zsidó származása és száműzetése befolyásolja. Irodalmi hősei a (belső) gonosszal küzdenek, a politikai helyzet miatt kénytelenek elhagyni hazájukat, elveszett bizonyosságokat, gyökereket keresni. Első emigrációja előtt munkásságát az expresszionizmus hatotta át.
- Zavřené dveře, 1926
- Stezka podél cesty, 1928 – lélektani regény
- Ghetto v nich, Pokrok, Praha 1928
- Danajský dar, 1930
- Případ profesora Kornera, 1932
- Černá tlupa, 1933
- Žhář, 1935 / Melantrich, Praha 1948
- Dům bez pána, 1937
- Listy z vyhnanství, České Národní Sdružení v Americe, Chicago 1941
- Sedmkrát v hlavní úloze, New Yorkský Denník, New York 1942
- Úkryt, 1943
- The Hideout, cseh nyelven (Úkryt) by Fern Long, Random House, New York 1945
- Seven times the leading man, csehül (Sedmkrát v hlavní úloze) by Fern Long, Eyre & Spottiswoode, London 1945
- Cizinec hledá byt, 1947
- Osamělí buřiči, Lidové noviny, Brno 1948
- Manipulation of the Zhdanov line in Czechoslovakia, National Committee for a Free Europe, New York 1952
- Nezvěstný, 1951 / 1955
- The Midnight Patient, 1954, cseh nyelvből (Půlnoční pacient) by Alice Backer and Bernard Wolfe
- Dobročinný večírek, 1957
- The charity ball, cseh nyelven (Dobročinný večírek) by Philip H. Smith Jr., Doubleday, Garden City N.Y. 1958
- Půlnoční pacient, 1959, (The Midnight Patient)
- The plot, cseh nyelven (Všeobecné spiknutí) by Alice Backer and Bernard Wolfe, Doubleday, Garden City, N.Y. 1961
- Tři noci, Czechoslovak Society of Arts and Sciences in America, New York 1964
- Literární dobrodružství českého spisovatele v cizině (aneb o ctihodném povolání kouzla zbaveném), Nový domov, Toronto 1966
- Cizinci hledají byt, Odeon, Praha 1967
- Osvoboditel se vrací, Index, Köln 1972 – dráma
- Všeobecné spiknutí, 1961 / Melantrich, Praha 1969 / 68 Publishers, Toronto 1973  – részben önéletrajzi, (The plot)
- Tři noci. Epidemie, ed. Olga Hostovská, Nakladatelství Franze Kafky, Praha 1997

Munkái közé tartozik:
- Hundred towers: a Czechoslovak anthology of creative writing, L. B. Fischer, 1945
- The Jews of Czechoslovakia, Philadelphia and New York, 1971, pp-148-154: Hostovský közreműködött egy fejezettel (“The Czech-Jewish Movement”).

A következő könyvekben találhatók rá hivatkozások:
- Lexikon české literatury : osobnosti, díla, instituce, Vladimír Forst et al. Praha : Academia, 1993. 589pp. ISBN 80-200-0468-8

### Magyarul megjelent
- Általános összeesküvés (Všeobecné spiknutí) – Századvég, Budapest, 1994 · ISBN 963838462X · Fordította: V. Detre Zsuzsa

## Fordítás
- Ez a szócikk részben vagy egészben  az   Egon Hostovský című angol Wikipédia-szócikk fordításán alapul.  Az eredeti cikk szerkesztőit annak laptörténete sorolja fel. Ez a jelzés csupán a megfogalmazás eredetét és a szerzői jogokat jelzi, nem szolgál a cikkben szereplő információk forrásmegjelöléseként.